# التصنيفات الدولية للجبل الأسود
تتضمن المقالة التالية التصنيفات الدولية للجبل الأسود.
|  |

## الاقتصاد
- مؤشر مؤسسة التراث / صحيفة وول ستريت جورنال للحرية الاقتصادية لعام 2010، المرتبة 68 من أصل 179 [1]

## الإعلام
- مؤشر حرية الصحافة العالمي الصادر عن مؤسسة مراسلون بلا حدود لعام 2009، المرتبة 77 من أصل 175 [2]

## السياسة
- مؤشر مدركات الفساد لمنظمة الشفافية الدولية لعام 2009، المرتبة 69 من أصل 180

## المجتمع
- مؤشر التنمية البشرية لبرنامج الأمم المتحدة الإنمائي لعام 2009، المرتبة 65 من أصل 182

## التكنولوجيا
- مؤشر جاهزية الشبكة الصادر عن المنتدى الاقتصادي العالمي لعام 2008-2009، المرتبة 71 من أصل 134 [3]
- المنظمة العالمية للملكية الفكرية: مؤشر الابتكار العالمي 2024، المرتبة 65 من بين 133 دولة [4]

## تصنيفات أخرى
| المنظمة                               | الاستطلاع                                   | التصنيف   |
| ------------------------------------- | ------------------------------------------- | --------- |
| مؤشر التنمية البشرية                  | تقرير التنمية البشرية 2009                  | 65 من 182 |
| تكنولوجيا المعلومات العالمية          | تقرير تكنولوجيا المعلومات العالمي 2009-2010 | 42 من 133 |
| مؤشر مدركات الفساد                    | مؤشر مدركات الفساد 2009                     | 69 من 180 |
| تقرير التنافسية العالمية              | تقرير التنافسية العالمية 2010/2011          | 49 من 132 |
| مراسلون بلا حدود                      | مؤشر حرية الصحافة العالمي 2009              | 77 من 175 |
| مؤسسة التراث / صحيفة وول ستريت جورنال | مؤشر الحرية الاقتصادية لعام 2010            | 68 من 179 |
| منظمة الشفافية الدولية                | مؤشر مدركات الفساد 2009                     | 69 من 180 |
| برنامج الأمم المتحدة الإنمائي         | مؤشر التنمية البشرية 2009                   | 65 من 182 |
| مؤشر جاهزية الشبكة                    | مؤشر جاهزية الشبكات 2008-2009               | 71 من 134 |